# Nega-ho sempre
Nega-ho sempre (títol original en francès, N'avoue jamais) és una pel·lícula de comèdia francesa dirigida per Ivan Calbérac i estrenada el 2024. S'ha subtitulat al català.
És protagonitzada per André Dussollier (François Marsault), Sabine Azéma (Annie Marsault) i Thierry Lhermitte (Boris Pelleray).
La pel·lícula se centra en François Marsault, un home de principis aferrat a la tradició, que decideix divorciar-se a 73 anys en descobrir una infidelitat de fa 40 anys, però després de 50 anys de matrimoni.